# Henry Chandler Cowles
Henry Chandler Cowles (ur. 27 lutego 1869 w Kensington, Connecticut, zm. 12 września 1939 w Chicago, Illinois) – amerykański botanik, jeden z pionierów ekologii jako dyscypliny nauk przyrodniczych (badania sukcesji roślin Indiana Dunes), inicjator założenia i współtwórca Ecological Society of America, nauczyciel akademicki związany z University of Chicago.

## Życiorys

### Dzieciństwo i młodość
Urodził się 27 lutego 1869 roku w amerykańskim Kensington – małej miejscowości w pobliżu New Britain (Connecticut) i Berlina. Botaniką zainteresował się już w dzieciństwie, pod wpływem matki, która uczyła go rozpoznawać gatunki drzew, kwiatów i warzyw w czasie spacerów i pracy w rodzinnym gospodarstwie.
Po ukończeniu studiów w dziedzinie botaniki i geologii w Oberlin College (1893) pracował przez rok w Nebrasce, ucząc przyrody w Gates College, a następnie kontynuował studia na University of Chicago (od 1895) u J.M. Coultera. Równocześnie pogłębiał wiedzę w tworzonej przez Rollina Salisbury'ego i Thomasa Chamberlina
chicagowskiej szkole kompleksowej geografii fizycznej.
W tym czasie ukazała się przełomowa książka duńskiego botanika, Eugeniusa Warminga Plantesamfund, zawierająca pierwszy opis koncepcji zbiorowisk roślinnych (fitocenoz), którą John Coulter zainteresował swoich studentów. Henry Cowles zainteresował się nią na tyle, że przeczytał tekst w języku oryginalnym.

### An Ecological Study of the Sand Dune Flora of Northern Indiana

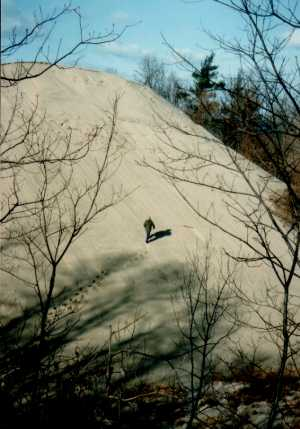
Indiana Dunes

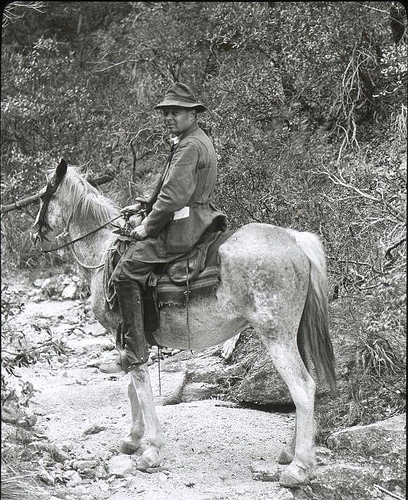
Henry Cowles w Santa Catalina Mountains (Arizona, 1913)

Własne prace badawcze wykonywał, w ramach pracy doktorskiej, w warunkach terenowych. Dotyczyły roślinności Indiana Dunes – ruchomych wydm w północnej Indianie, nad jeziorem Michigan. W roku 1898 przedstawił rozprawę doktorską nt. An Ecological Study of the Sand Dune Flora of Northern Indiana (uznawaną za przełomową). W pracy opisał ekologiczną sukcesję zbiorowisk roślinnych jako proces biologiczny powiązany z geomorfologicznym procesem powstawania i przemieszczania się skarp i wydm, zachodzącym z szybkością zależną od wielu zmiennych abiotycznych czynników środowiskowych, m.in. prędkości i kierunku wiatru, wilgotności, składu chemicznego gleby. Pracę opublikował w Botanical Gazette w roku 1899.

### Okres 1900–1939
W następnych latach Henry Cowles nie rozwijał tematyki pracy doktorskiej, jednak przez 30 lat zachował wysoką pozycję w swojej dziedzinie. Pracował na Wydziale Botaniki Uniwersytetu w Chicago – jako naukowiec i dydaktyk – do przejścia na emeryturę (1934). W roku 1915 odegrał ważną rolę jako inicjator utworzenia i organizator Ecological Society of America. Został wybrany na prezesa ESA w roku 1918; był też prezesem Association of American Geographers (1910) oraz wiceprezesem i prezesem sekcji botanicznej American Association for the Advancement of Science (1913) i prezesem Botanical Society of America (1922). Pełnił również funkcję redaktora Gazety Botanicznej. Wśród jego studentów byli m.in.: William S. Cooper, Arthur Vestal, Victor Shelford, Paul Sears.
Zmarł w Chicago w roku 1939.

## Publikacje
Wybór według books.google.pl (autorstwo i wpółautorstwo):
- 1882 – Starved Rock State Park and Its Environs (wsp. Gilbert H.B. Cady, Carl Ortwin Sauer),
- 1899 – The Ecological Relations of the Vegetation on the Sand Dunes of Lake Michigan,
- 1901 – Papers on Ecology,
- 1901 – The Influence of Underlying Rocks on the Character of the Vegetation,
- 1901 – The Physiographic Ecology of Chicago and Vicinity: A Study of the Origin, Development, and Classification of Plant Societies,
- 1901 – The Plant Societies of Chicago and Its Vicinity,
- 1905 – Picturesque Savanna,
- 1910 – A Textbook of Botany for Colleges and Universities (wsp. John Merle Coulter, Charles Reid Barnes),
- 1910 – A Textbook of Botany V1: Morphology and Physiology (wsp. John Merle Coulter, Charles Reid Barnes),
- 1910 – The Causes of Vegetational Cycles,
- 1911 – The Causes of Vegetative Cycles,
- 1912 – Conservation of Our Forests,
- 1915 – A Spring Flora (wsp. John Gaylord Coulter),
- 1919 – Charles Reid Barnes[16],
- 1923 – The Book of Job: With Notes, Critical, Explanatory and Practical,
- 1925 - The book of plants (wsp. Bertha Morris Parker,
- 1931 – Conservation of Illinois Areas of Botanical Value.

## Upamiętnienie
Wyrazem pamięci o życiu i dokonaniach Henry'ego C. Cowlesa ą m.in. publikacje:
- Charles C. Adams, George D. Fuller, Henry Chandler Cowles, Physiographic Plant Ecologist, Annals of the Association of American Geographers, marzec 1940[17],
- Victor M. Cassidy, Henry Chandler Cowles: Pioneer Ecologist, Kedzie Press 2007[18],
- red. Hardmod Carlyle Nicolao, Henry Chandler Cowles, Crypt Publishing 2011[19].